# Piercia suavata
Piercia suavata är en fjärilsart som beskrevs av Fletcher 1958. Piercia suavata ingår i släktet Piercia och familjen mätare. Inga underarter finns listade i Catalogue of Life.